# 鶴岡静夫
鶴岡 静夫（つるおか しずお、1918年 - ）は、日本古代史、日本中世史、仏教史、神道史の研究者。青山学院大学文学部名誉教授。日本史教育研究会会員。
鶴岡姓について、鶴岡二十五坊に由来すると伝えている。また稲荷山古墳金錯銘鉄剣銘文の「大王」を雄略天皇ではなく、関東の人物に比定している。

## 著書
- 『日本史の探究―学習・受験・整理―』（有朋堂、1958年）
- 『関東古代寺院の研究』（弘文堂、1969年）
- 『禅と念仏』若い世代と語る日本の歴史13（評論社、1970年）
- 『知られざる裁判干渉―李鴻章狙撃事件裁判―』（雄山閣、1974年）
- 『古代寺院の成立と展開』日本宗教史研究叢書（吉川弘文館、1975年）
- 『古代中世宗教史研究』（雄山閣出版、1982年）
- 『古代王権と氏族』古代史論集2（名著出版、1988年。編者）
- 『古代寺院と仏教』古代史論集3（名著出版、1989年。編者）
- 『神社の歴史的研究―神信仰の変遷―』（国書刊行会、1992年）